# Offenes Lernen
Offenes Lernen betrachtet konsequent die Schülerseite und ist jedes Lernen, das durch die Schüler selbstbestimmt erfolgt. Der Begriff offenes Lernen wird in der Schule und in der pädagogischen Diskussion immer noch sehr undifferenziert gebraucht.

## Mehrdimensionales Bestimmungsraster
Falko Peschel nutzt im Anschluss an Benner und Brügelmann ein mehrdimensionales Bestimmungsraster, um zu zeigen, inwieweit im Unterricht der Regelschule ein offenes Lernen ermöglicht wird bzw. der Unterricht so verändert werden kann, dass sich der Grad des offenen Lernens erhöhen lässt. So wird für Schüler mehr Selbstbestimmung in Bezug auf ihr eigenes Lernen messbar.
Offenes Lernen kann also im Rahmen dieses Bestimmungsrasters eindeutig verwendet werden. Es können beliebige Lernformen in Bezug auf den Grad der Offenheit miteinander verglichen werden.
| Dimension       | Offen | Schüler legt fest                    | Geschlossen                                                                                     |
| --------------- | --- | ------------------------------------ | ----------------------------------------------------------------------------------------------- |
| Organisatorisch | Ermöglichung ganz freier Zeiteinteilung, Orts- und Partnerwahl auf Dauer – langfristige Arbeitsvorhaben                                                   | Wann arbeitest du mit wem wo?        | Der Lehrer bestimmt wann wer mit wem wo arbeiten kann.                                          |
| Methodisch      | Aufgaben werden auf unterschiedlichsten Niveaus/ mit unterschiedlichsten Zugangsweisen nebeneinander bearbeitet freier Ausdruck ist grundlegendes Element | Wie machst du das?                   | Der Lehrer legt den methodischen Zugang zum Lerngegenstand fest                                 |
| Inhaltlich      | überfachliche Arbeitsvorhaben (Mathe, Sprache, Naturwissenschaft etc. nebeneinander)                                                                      | Was machst du?                       | Der Lehrer gibt konkrete, fachlich begrenzte Aufgaben vor                                       |
| Sozial          | Selbstregierung der Klassengemeinschaft | Wie lebt und arbeitet ihr gemeinsam? | Der Lehrer bestimmt, wie gemeinsam gearbeitet wird und regelt auch das soziale Leben der Klasse |
| Persönlich      | Auf Gleichberechtigung abzielende "überschulische Beziehung"                                                                                              |                                      | Es gibt weder in der Klasse noch in der Schule Gleichberechtigung zwischen Schülern und Lehrern |

## Lernorganisation
Lernende sind dabei nicht mehr von (fach-)didaktischen Stoffhierarchien abhängig, sie sind nicht an Lernen für Fächer gebunden. Vielmehr bestimmen ihre Interessen ihren fachübergreifenden Lernprozess und den sozialen Prozess in der Klasse.
Jeder kann – durch geeignete Organisationsformen der gemeinsamen Lernzeit, die sich grundlegend vom herkömmlichen Unterricht unterscheiden, – seine Interessen einbringen und über seine Nutzung der Lernzeit bestimmen. Andere Schüler, die ähnliche Interessen haben, können entweder eine Kooperation eingehen oder ihre individuellen Fragen zu diesem Komplex bearbeiten. Auf diese Weise entstehen aus dem Gemenge der Interessenlagen individualisierte Arbeitsvorhaben. Die dafür notwendigen Lernzeiten handeln die Lernenden untereinander aus. Jeder kann sich für ein solches Arbeitsvorhaben entscheiden oder selbst ein anderes starten. Es kann auch vorkommen, dass an einem Arbeitsvorhaben nur ein Lernender arbeitet.
Die Ergebnisse der Arbeitsvorhaben werden der Klassengemeinschaft vorgestellt. Die Teilnehmer am Arbeitsvorhaben beantworten Fragen der Klassengemeinschaft nach ihrem Kenntnisstand. So können entweder neue Arbeitsvorhaben entstehen oder das Thema ruht auf unbestimmte Zeit.

## Freinet-Pädagogik
In der Freinet-Pädagogik werden diese Arbeitsvorhaben dokumentiert und gesammelt und bilden so das Gedächtnis der Klasse. Weil hierbei nicht nur die Ergebnisse dokumentiert werden, sondern auch Arbeits- und Untersuchungsmethoden, also der Weg, wie dieses Arbeitsergebnis entstand, ist dieses Gedächtnis nicht nur Wissensspeicher, sondern auch Methodenreservoir.

## Lehrerrolle
Die Lehrerrolle erfährt eine radikale Änderung: Statt zu kontrollieren, ob die Schüler das lernen, was sie lernen sollen, ist der Lehrer ein Förderer des Lernens, der jedem Schüler hilft, das zu lernen, zu untersuchen, zu beobachten, was ihn interessiert, und diesen Prozess bewusst zu steuern. An die Stelle der Defizitbetrachtung (Das kannst du noch nicht!) tritt eine das Selbst des Lernenden unterstützende Sicht (Das habe ich schon herausgefunden) und ein am individuellen Wachstum des Lerners orientierte Begleitung, evtl. mit Hinweisen auf noch Unbekanntes, auf wichtige Zusammenhänge, auf Widersprüche etc. Entscheidend dabei ist, dass allein der Lernende über die Intensität und die Richtung des ganzheitlichen Lernprozesses bestimmt.
Dazu kommt, dass der Lehrer auch den sozialen Prozess und die Interaktionen der Klasse über die Klasse hinaus nicht mehr bestimmt. Die Lernenden sind selbst für diese Prozesse verantwortlich – der Lehrer ist nur noch ein Teil davon. Er zentralisiert den Lernprozess nicht mehr auf sich durch seinen Wissensvorsprung, er setzt soziale Normen nicht mehr qua Amt durch, das Zustandekommen von Außenkontakten der Lernenden (z. B. bei einer Erkundung) ist nicht mehr ausschließlich von ihm abhängig. Selbst die Einhaltung der sozialen Normen, die sie Lernenden selbst gesetzt haben, ist nicht die Aufgabe des Lehrers. Er ist auch nicht die Strafinstanz bei festgestellten Vergehen.
Der Lehrer darf sich dabei nicht auf die Rolle des stummen Beobachters zurückziehen und die Klasse sich selbst überlassen. Er ist derjenige, der alle Aktivitäten der Lernenden – sei es in fachlicher/überfachlicher Hinsicht, in sozialer Hinsicht oder auch in Bezug auf die Außenkontakte unterstützt und fördert. Er ist 'Partei' jedes Lernenden – auch in sozialer Hinsicht.
Quelle:

## Schülerrolle
Auch die Schülerrolle erfährt eine radikale Änderung. Statt Objekt von 'Belehrungen' zu sein ist jeder Lernende nun Subjekt seines eigenen Lernens.
Statt sich bequem zurückzulehnen und angebotenen Lehrstoff anzunehmen oder abzulehnen (oder sogar zu torpedieren), Lernstoff zu konsumieren und mit geeigneten Strategien die gestellten Anforderungen mehr oder weniger gut zu erreichen, ist er beim offenen Lernen in der (ungewohnten) Situation nicht lernen zu müssen, sondern lernen zu dürfen. Daher kann es bei der Umstellung von 'herkömmlichem Unterricht' zu offenem Lernen erhebliche Schwierigkeiten geben.
Darüber hinaus können sich Schüler nicht mehr auf die ordnende Hand des Lehrers verlassen, sondern lernen selbst, individuell unterschiedliche Auffassungen und Handlungsweisen kennenzulernen, zu akzeptieren oder sich dagegen zur Wehr zu setzen. Sie lernen Rücksicht aufeinander zu nehmen und gleichzeitig sich in der Lerngruppe einen Platz zu erkämpfen. Sie lernen dabei, dass das eigene Handeln für andere Folgen hat und dass sie für diese Folgen von der Gemeinschaft der Lernenden zur Verantwortung gezogen werden können.
Wird diese Lernform schon in der Grundschule, sozusagen von Anfang an, praktiziert, entstehen diese Umstellungsprobleme nicht in dieser Form.
Trotzdem haben Kinder ja auch schon vor der Schule 'Lebenserfahrung' gesammelt und agieren in der Klasse zunächst auf Grund dieser Erfahrungen. Aus diesen unterschiedlichen Handlungsstrategien der Kinder entstehen mit der Zeit Regeln, die die Kinder benötigen, um miteinander auszukommen und ihren Interessen und Bedürfnissen nachgehen zu können. Diese Regeln haben nicht den Stellenwert für die Kinder, die solche Regeln für Erwachsene haben.
Quelle:

## Persönlichkeitsentwicklung und Lernen
Trotzdem muss immer wieder von den Lernenden reflektiert werden, ob das, was sie gerade tun, die in der Klasse vorhandenen Möglichkeiten, an Arbeitsvorhaben zu arbeiten, nutzt oder nicht. Zugespitzt gefragt: Ist Computerspielen ein Arbeitsvorhaben oder eine Freizeitbeschäftigung? Konsequent durchgehalten, steht es dem Lernenden ja frei, seinen Interessen nachzugehen.
An dieser Stelle wird deutlich, dass offenes Lernen auch das individuelle Zeitmanagement und Werteinstellungen und -bildung umfasst und somit weit über herkömmlichen Unterricht in die Entwicklung der Persönlichkeit wirkt.
Jeder Lernende muss für sich selbst entscheiden, was er tut und was nicht. Der Klasse kommt dabei die Rolle der „Öffentlichkeit“ zu: Sie kann z. B. Regeln aufstellen, Grenzen setzen. Verstöße kann dann jedes Mitglied der Klasse feststellen und zur Diskussion stellen. In der Freinet-Pädagogik geschieht das im Klassenrat, in Summerhill geschieht das im Tribunal. Die Gemeinschaft entscheidet nach Diskussion.

## Schulerfolg und offenes Lernen
Über die Grundschulzeit von 4 Jahren gesehen, ist der überdurchschnittliche Lernerfolg der Schüler belegt. Peschel widmet der Lernentwicklung besondere Aufmerksamkeit. In jedem Bereich (Schreiben-/Rechtschreiben, Lesen, Arithmetik) untersucht er, ob die Leistung der Kinder mindestens durchschnittlich ist, ob die Streuung, bzw. die Entwicklung der Streuung nicht höher als üblich ist und ob sich die Gruppe der „schwachen“ Kinder mindestens durchschnittlich ist. In allen Bereichen kann er feststellen, dass die Ergebnisse signifikant hoch sind. Für jeden Bereich kommt er zu der Aussage: „Die Behauptung, dass … auf Klasseneben nur mit einem expliziten Lehrgang erlernt werden kann, muss nach diesen Ergebnissen zumindest relativiert werden“.

## Kritik
Die Kritik des offenen Lernens geht davon aus, dass Lernen in der Schule ohne formale Lektionen, ohne einen Lehrer, der fachlich den Überblick hat und daher bestimmt, was gelernt werden soll, ohne Motivation durch den Lehrer, nicht oder nur sehr zufällig stattfindet. Dabei wird auf die tägliche Erfahrung der Lehrer verwiesen. Offenes Lernen sei daher ineffizient und unsystematisch. Allein durch geordneten Unterricht sei es möglich, Inhalte in einer sinnvollen Abfolge zu vermitteln und damit auch komplexe Inhalte angemessen und richtig darzubieten.
Es findet sich auch immer wieder die Vermischung von "Offenem Lernen" und (reformpädagogischem) Lernen verschiedener Richtungen statt. Diese Lernformen nehmen zwar auch für sich in Anspruch, "offen" zu sein, bestimmen aber inhaltlich die "Offenheit" ganz anders – nämlich viel eingeschränkter. Die Bestimmungsraster ermöglichen diesen bisher nicht möglichen Vergleich.
Andere – ältere – Definitionen von Offenem Unterricht beziehen sich nur auf einzelne oder auch mehrere Dimensionen und ermöglichen Offenheit – die freie Entscheidung der Schüler – nur in eingeschränktem Maß. So beschränkt sich z. B. bei Eiko Jürgens die Offenheit auf die Dimensionen: organisatorische Offenheit wird nur teilweise ermöglicht, methodische und soziale Offenheit je nach Aufgabenstellung teilweise eingeschränkt, inhaltliche Offenheit wird fast gar nicht ermöglicht. Persönliche Offenheit (Gleichberechtigung) wird von Jürgens gar nicht angesprochen.